# 叔丁基锂
叔丁基锂（化学式：(CH3)3CLi），也称t-丁基锂，是一个有机锂化合物，是有机合成中的超强碱。以簇合物存在，可以拔去很多碳氢化合物的氢，包括苯。
叔丁基锂高度易燃，可在空气中自燃，储存时必须以干燥氮气保护，使用时也必须非常小心。

## 化学性质
叔丁基锂中C-Li键高度极化，具有以下共振式，可作碳负离子源：
叔丁基锂比正丁基锂碱性更强，主要用于脱去有机化合物的活性氢，如胺及醚的α位。例如，室温下叔丁基锂可使四氢呋喃在数分钟内分解：